# موزه تاریخ طبیعی و تکنولوژی دانشگاه شیراز
موزه تاریخ طبیعی شیراز در اسفند ماه ۱۳۵۳ تأسیس گردید و در اسفند ۱۳۵۶ به ساختمان کنونی آن در بلوار مدرس شیراز انتقال یافت.
در بخش جانورشناسی این موزه ۲۵۰۰ نمونه از بی‌مهرگان و مهره‌داران (شامل دوزیستان و خزندگان و پرندگان) جمع‌آوری شده است. در بخش گیاهان زینتی و دارویی بیش از ۶۰ گونه گیاه دارویی، در بخش زمین‌شناسی فسیل ماهی با عمر۷۰ میلیون سال، کانی‌های معدنی و انواع سنگ‌ها و فسیل‌ها قرار دارد.
این موزه همچنین دارای بخش‌های آناتومی، تکنولوژی، هنر، کارگاه فنی و تاکسیدرمی و بخش سمعی و بصری و کتابخانه است.
بخش تکنولوژی این موزه با تلاشهای شبانه روزی ریاست وقت موزه تاریخ طبیعی دانشگاه شیراز ،استاد ارجمند جناب آقای  دکتر احمد احمدنژاد  پیشنهاد و افتتاح گردید

## نگارخانه

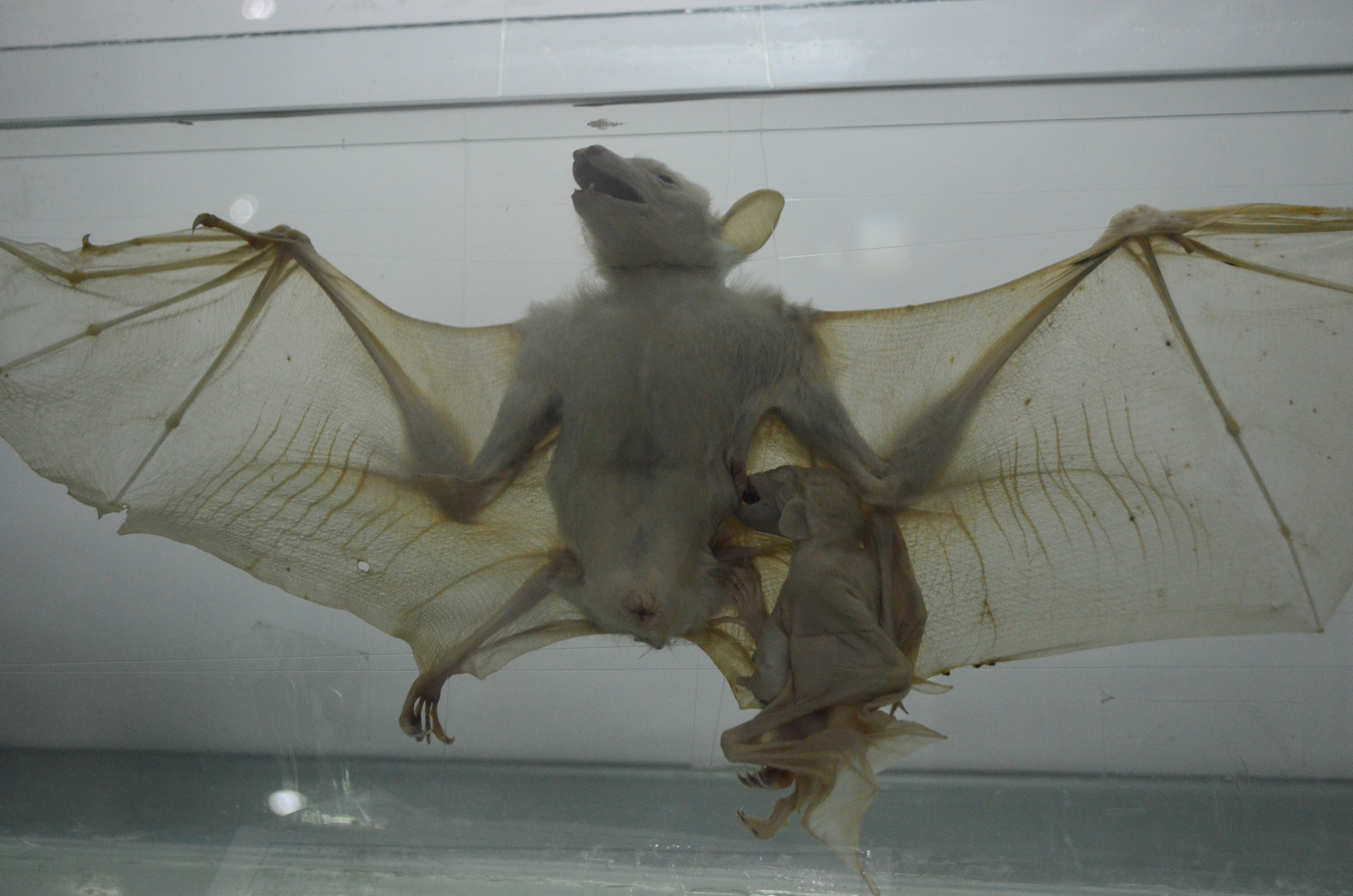
خفاشی به‌همراه نوزاد خود که در حال شیرخوردن در اثر برق‌گرفتگی در همین حالت کشته شده‌اند
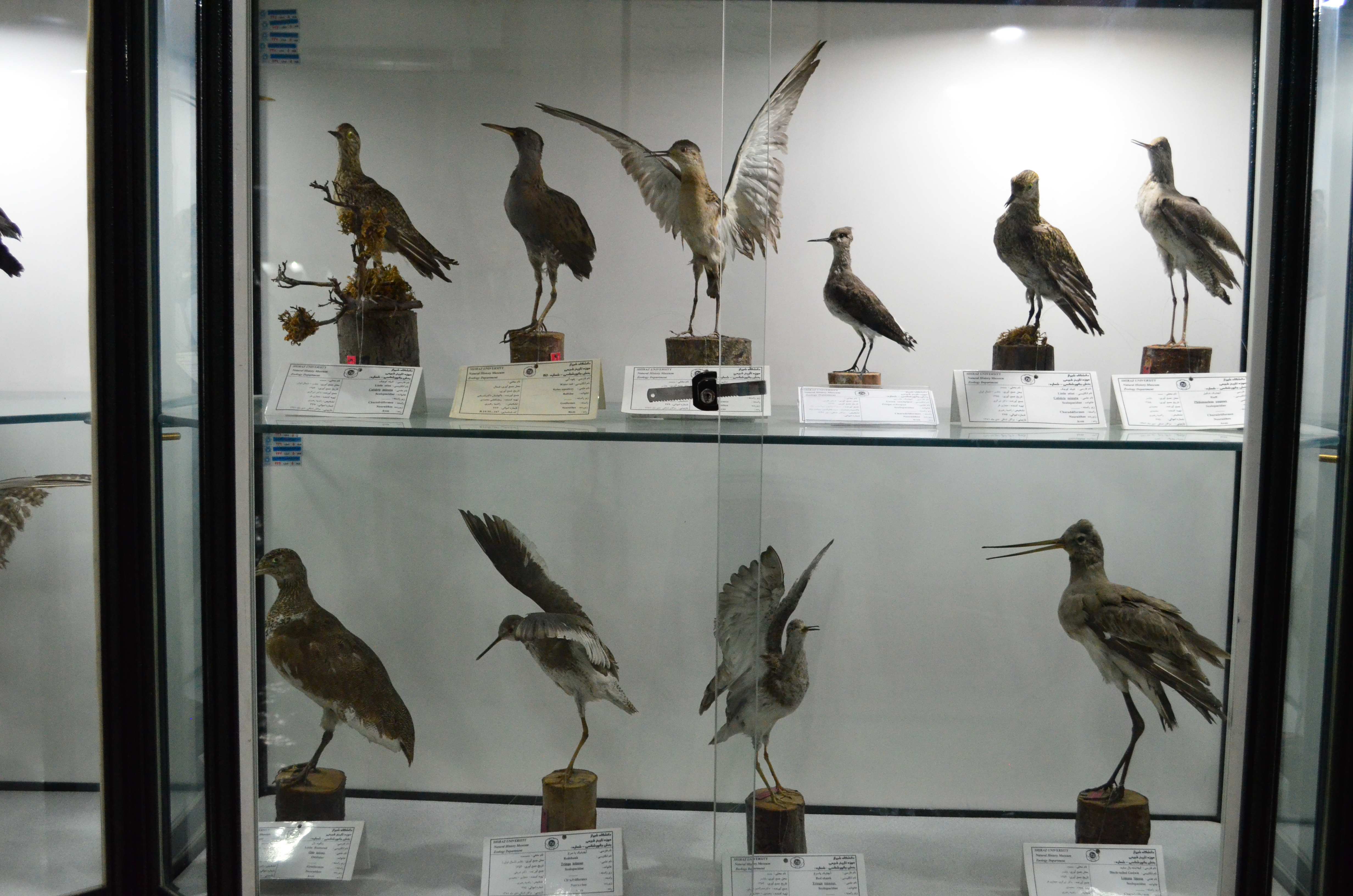
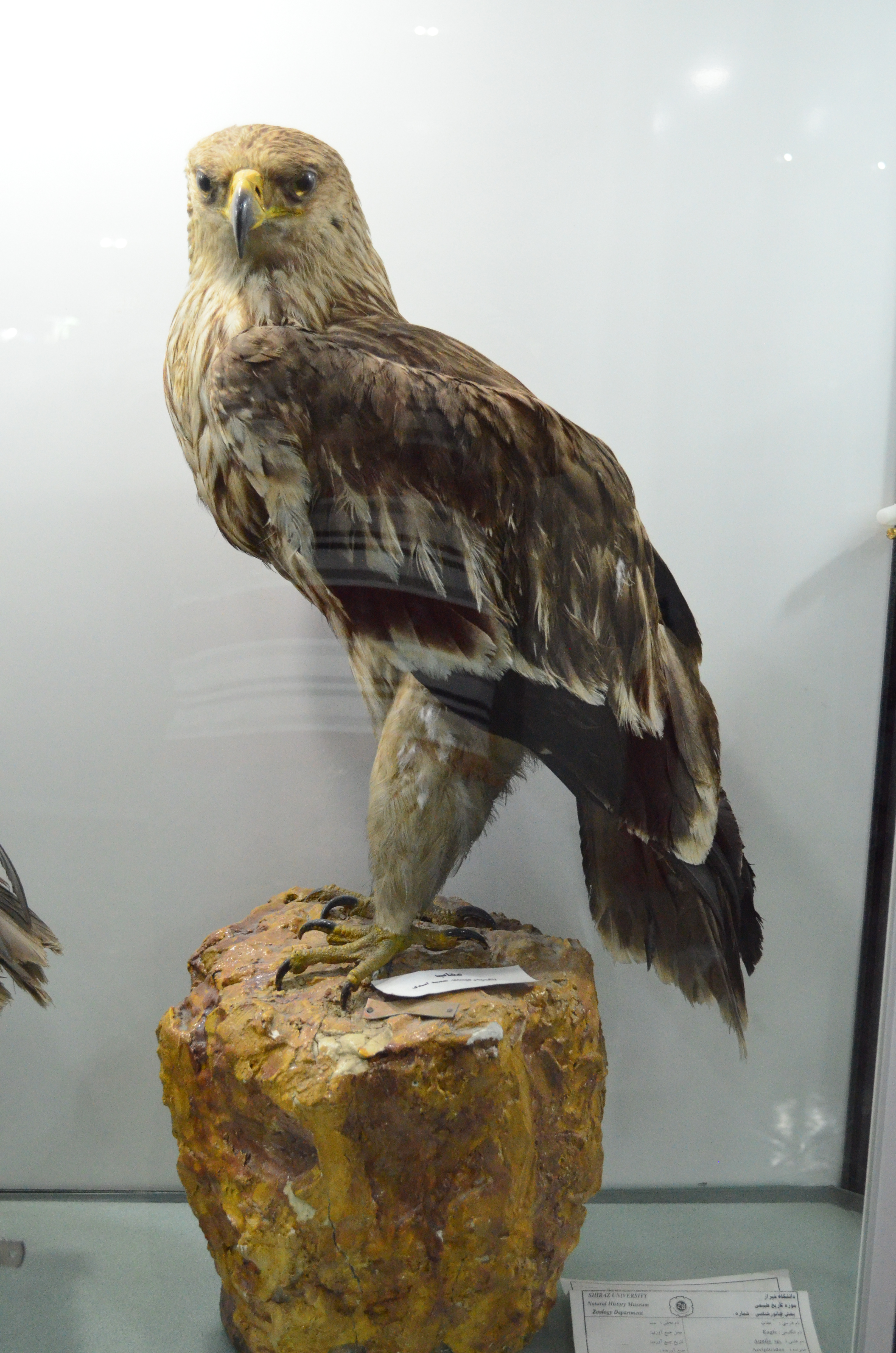
شاهین
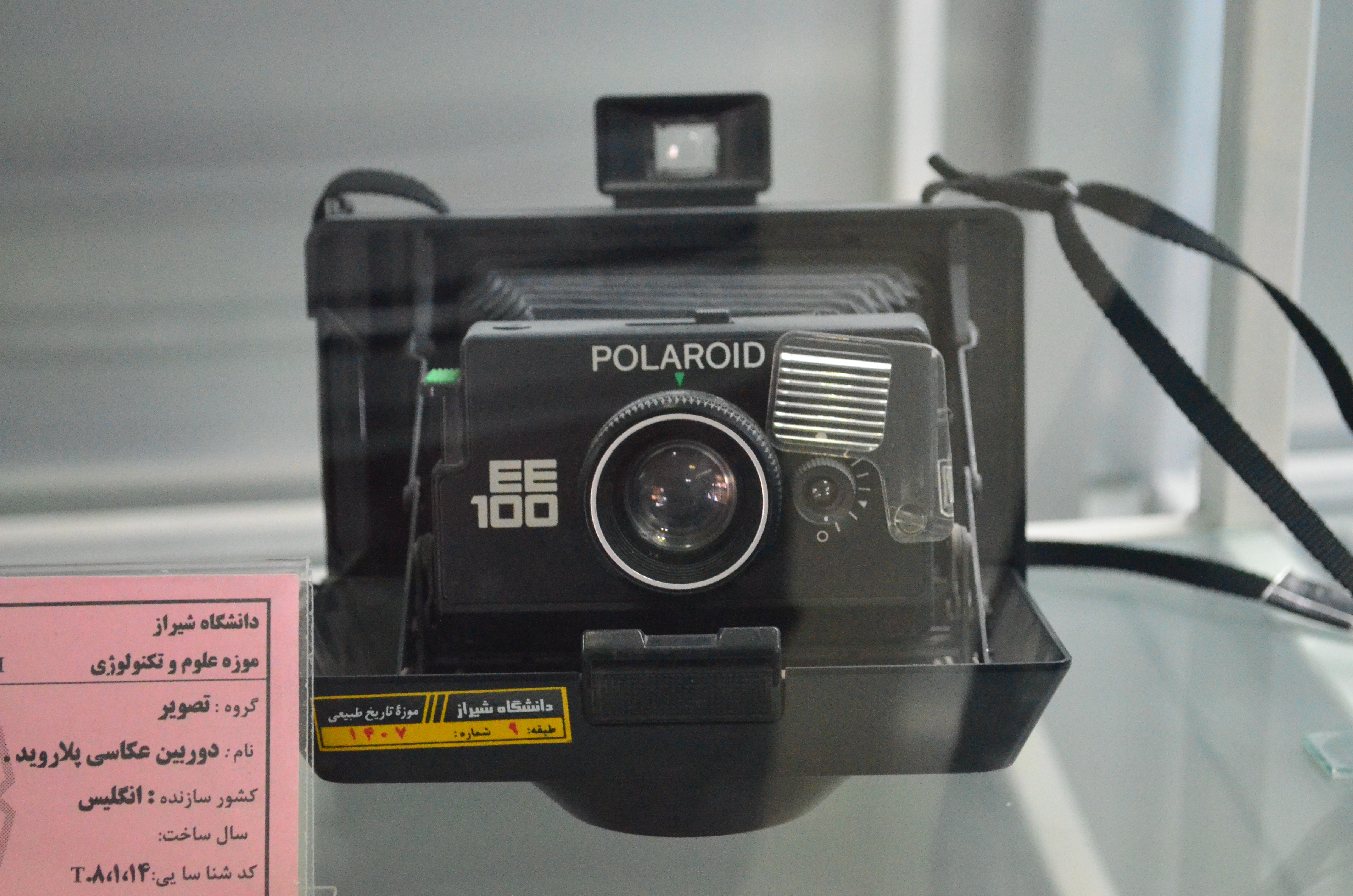
دوربین پولاروید
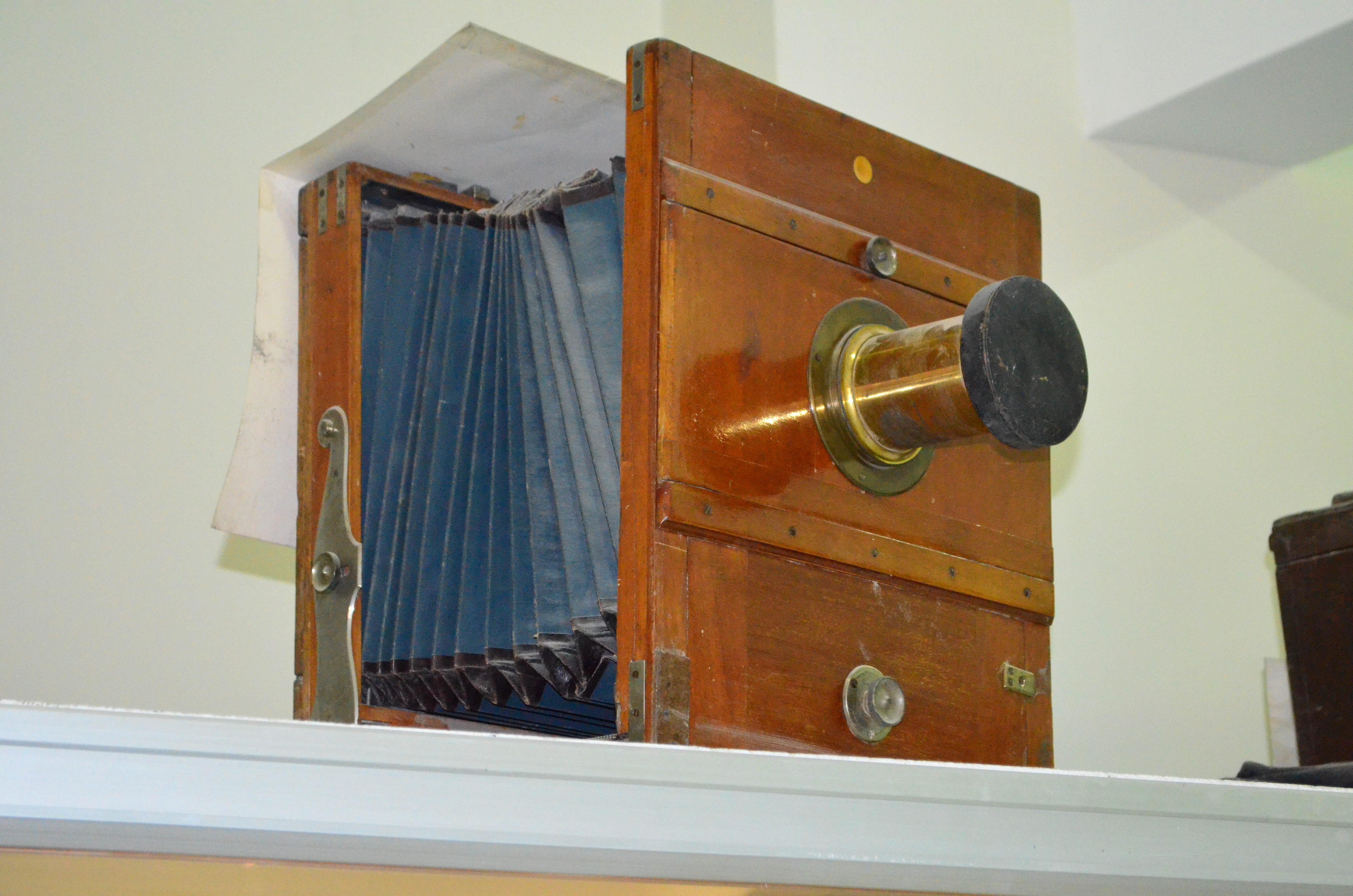
دوربین جعبه‌ای
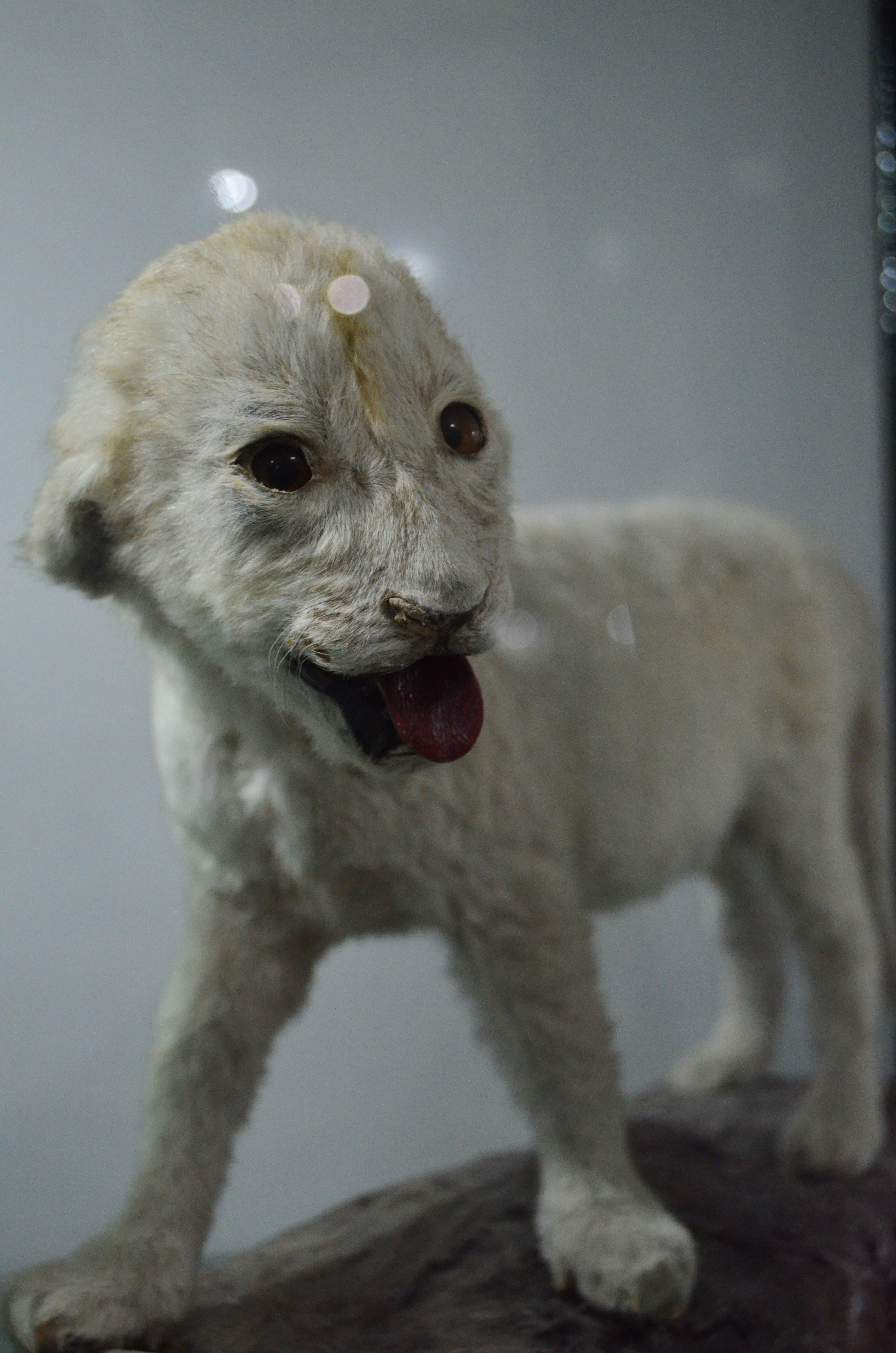
بچهٔ شیر
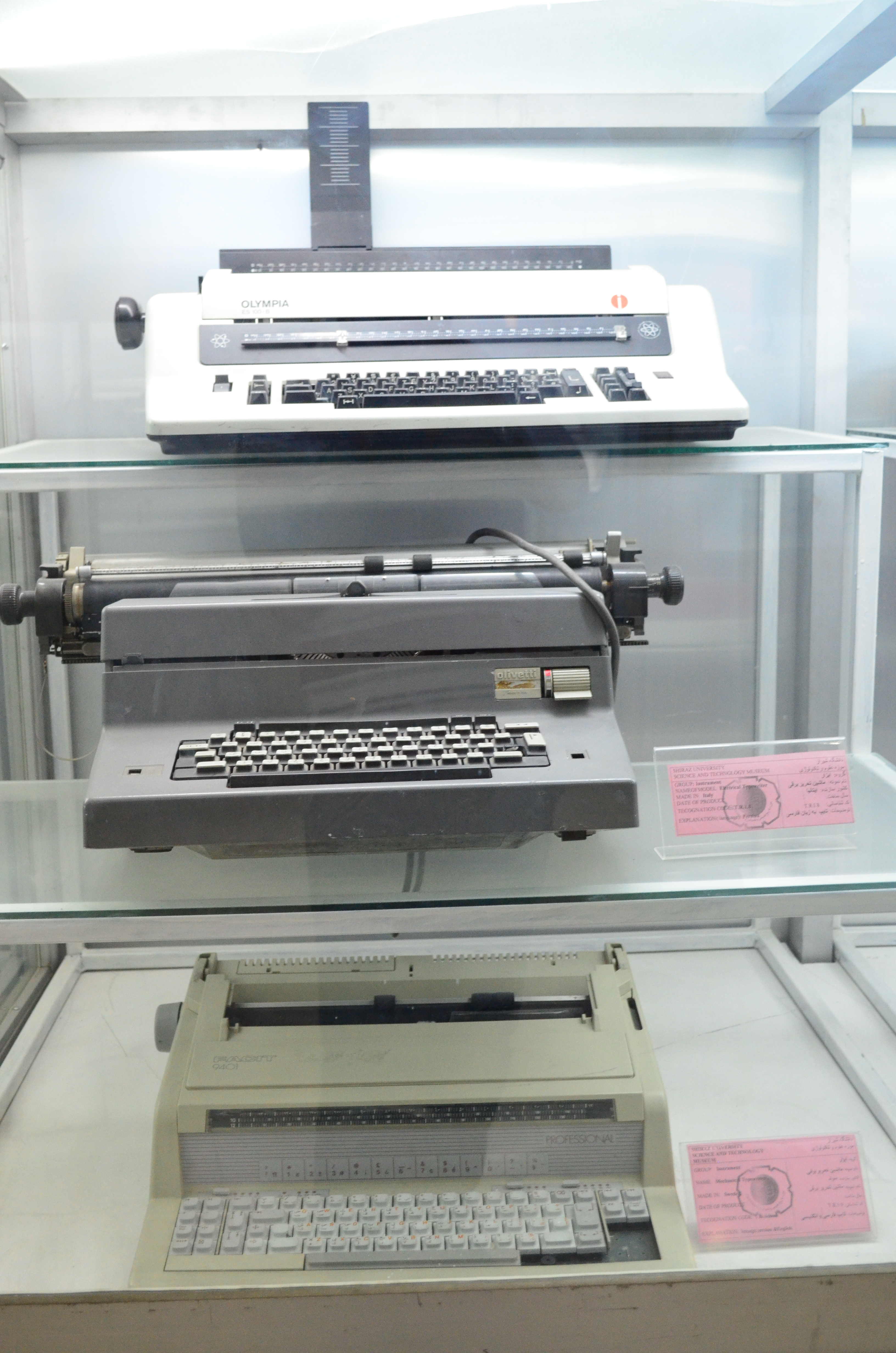
ماشین تایپ
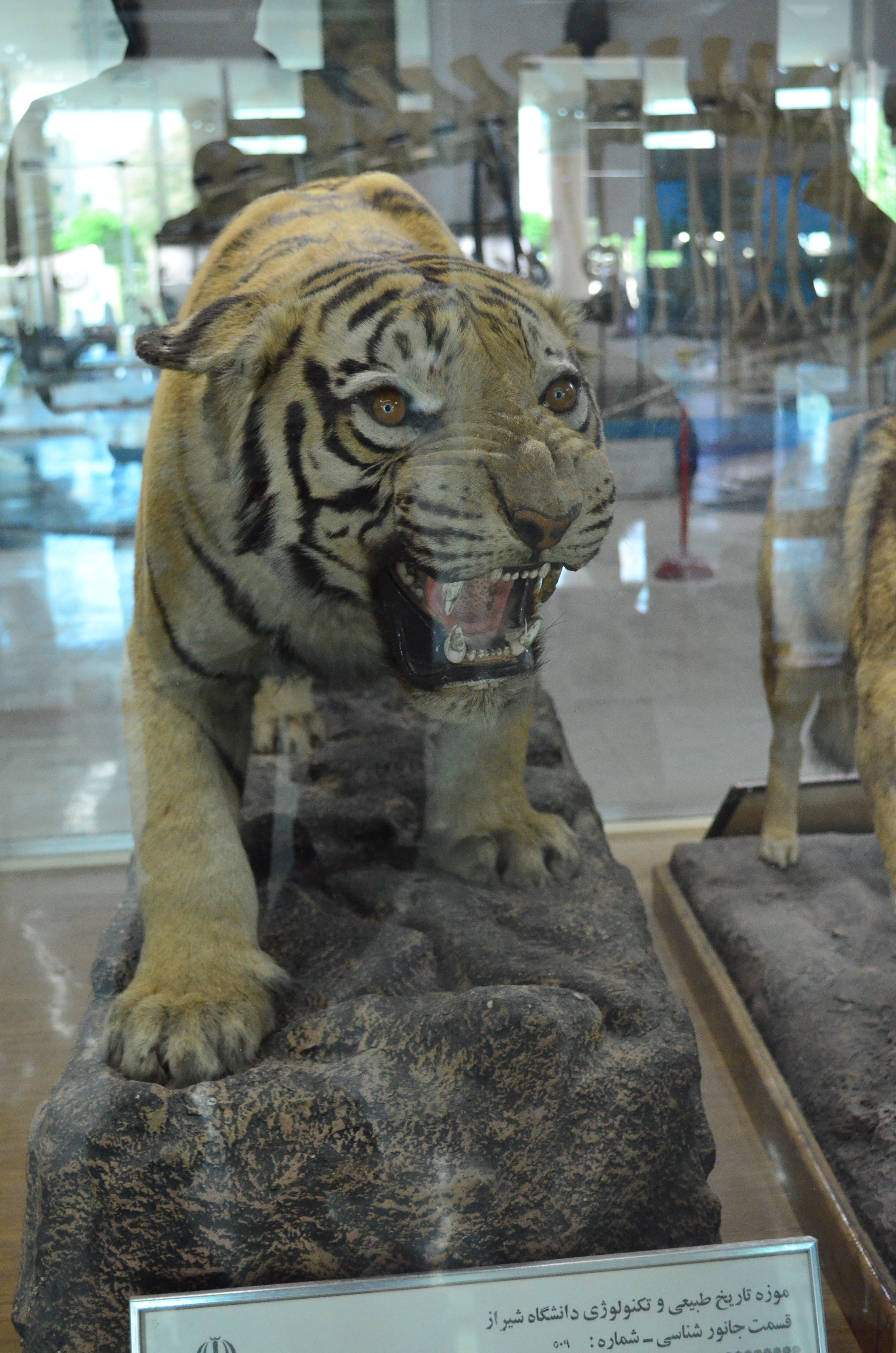
ببر
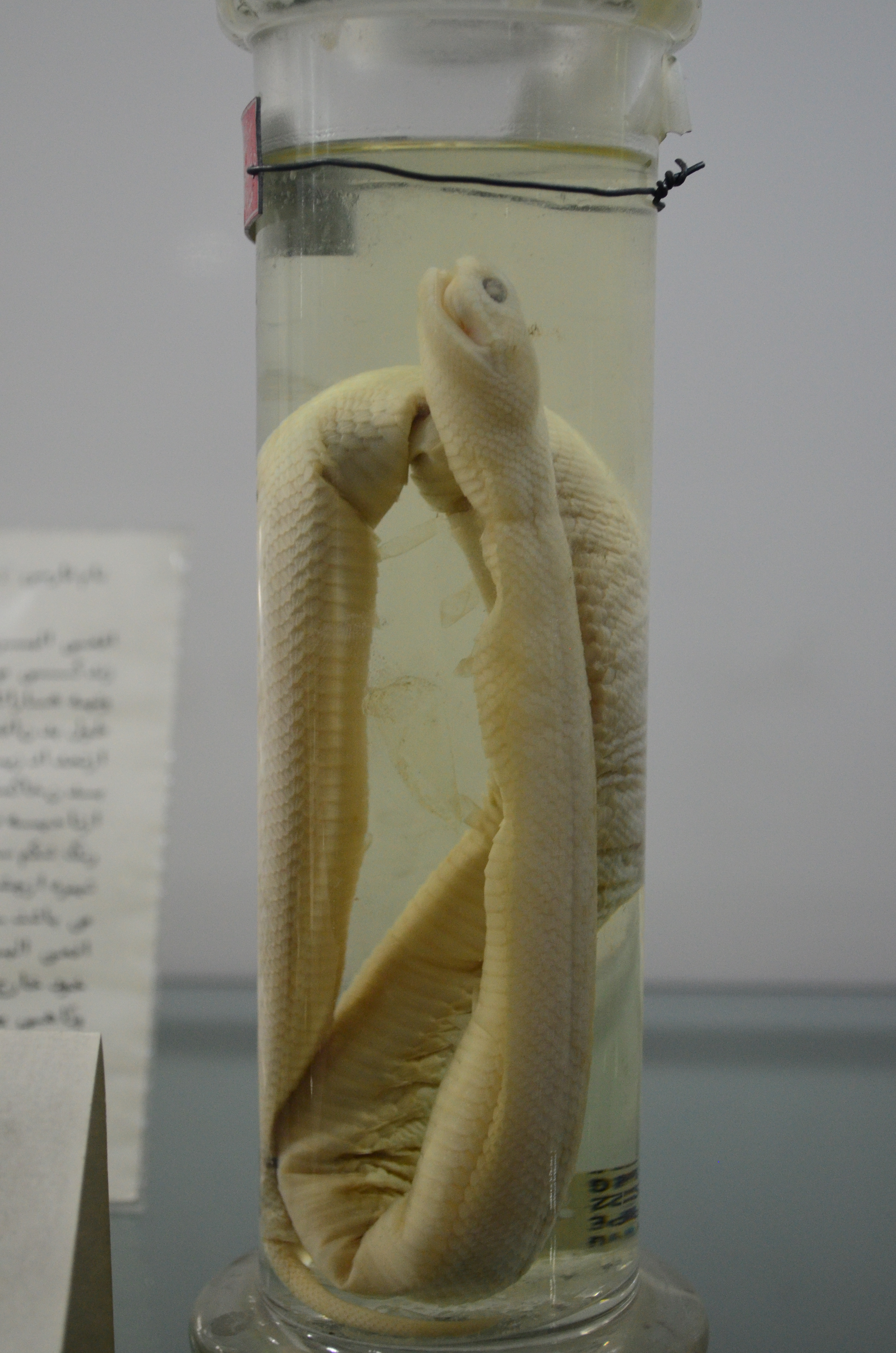
مار
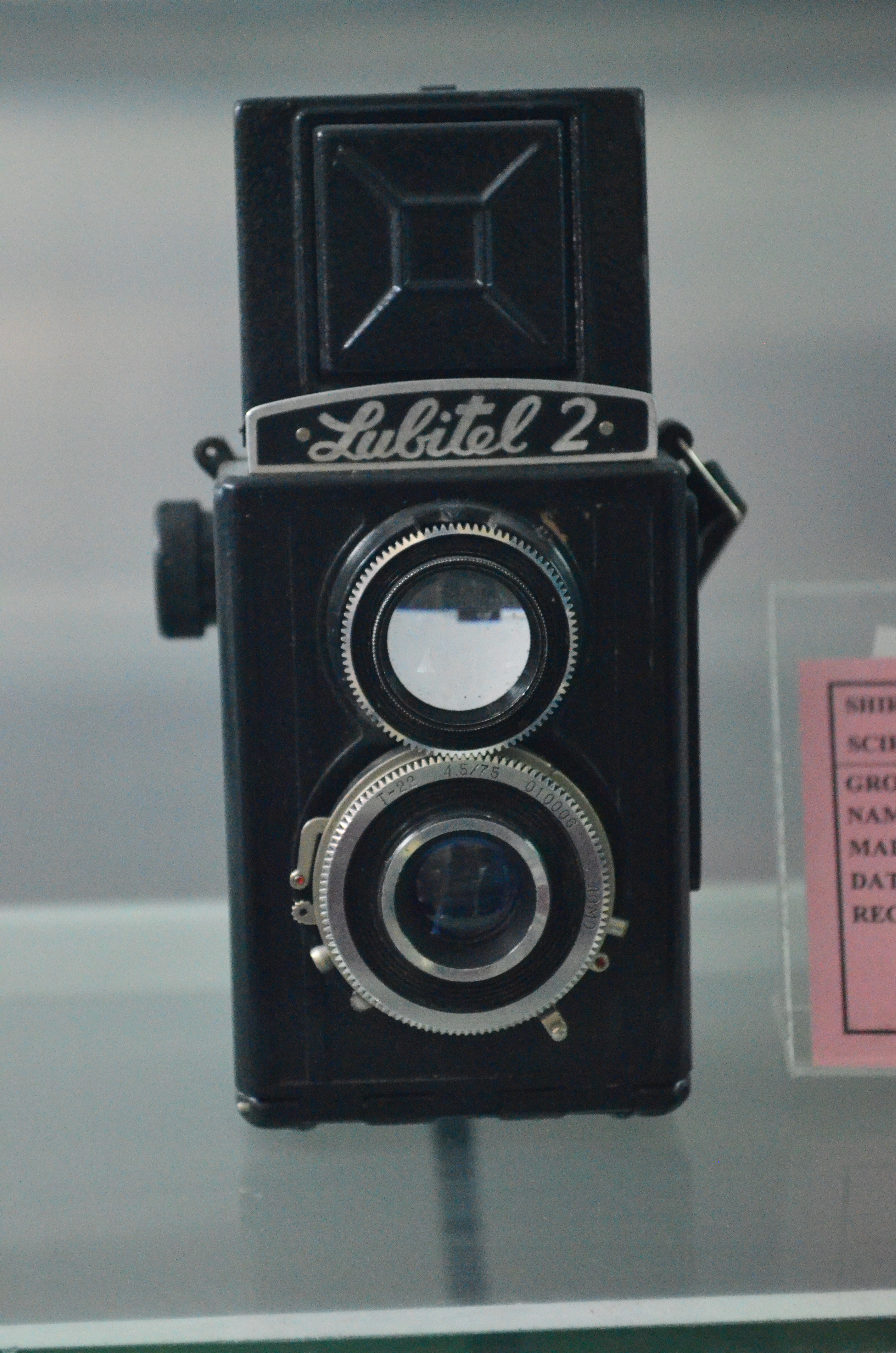
دوربین دولنزی